# Acadiro
Acadiro (Acadiru) ist eine osttimoresische Aldeia im Suco Tohumeta (Verwaltungsamt Laulara, Gemeinde Aileu). 2015 lebten in der Aldeia 192 Menschen.
„Acadiru“ ist der Name der Lontarpalme auf Tetum.

## Geographie und Einrichtungen
Die Aldeia Acadiro bildet den Westen des Sucos Tohumeta. Östlich liegt die Aldeia Tohumeta. Im Südwesten grenzt Acadiro an den Suco Fatisi, im Nordwesten an den Suco Bocolelo und im Norden an die Gemeinde Dili mit ihrem Suco Dare (Dili) (Verwaltungsamt Vera Cruz). Entlang der Nordgrenze fließt der Bemos, ein Nebenfluss des Rio Comoros.
Im Zentrum Acadiros liegt der Westen des Siedlungshaufen der grob das Dorf Tohumeta bildet, darunter sein Ortszentrum mit dem Sitz des Sucos Tohumeta und der Grundschule. Westlich des Dorfzentrums befindet sich die Weiler/Ortsteile (Bairo) Aisi und Bocolelo. Nördlich liegt der Weiler Mauliu.

In der Aldeia Acadiro
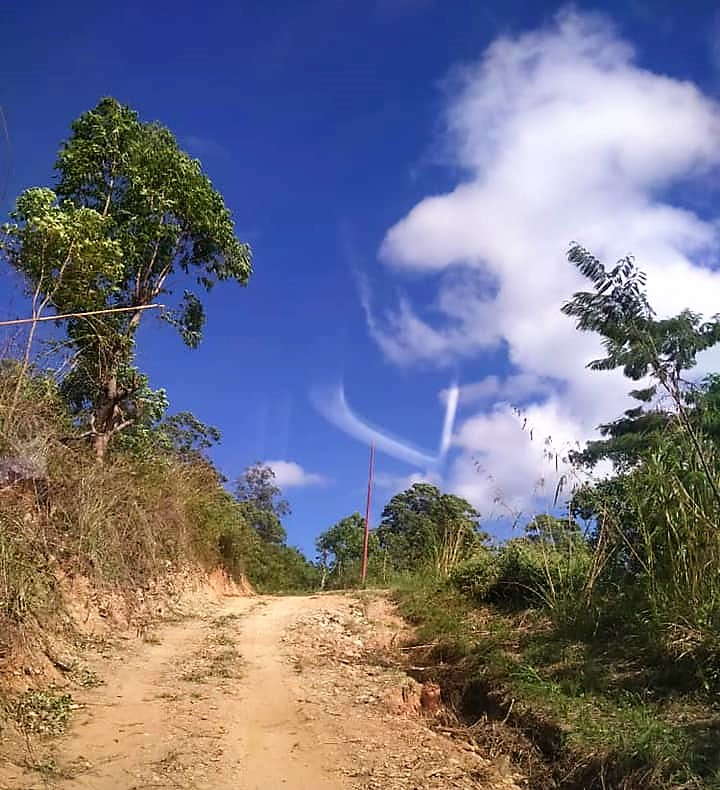
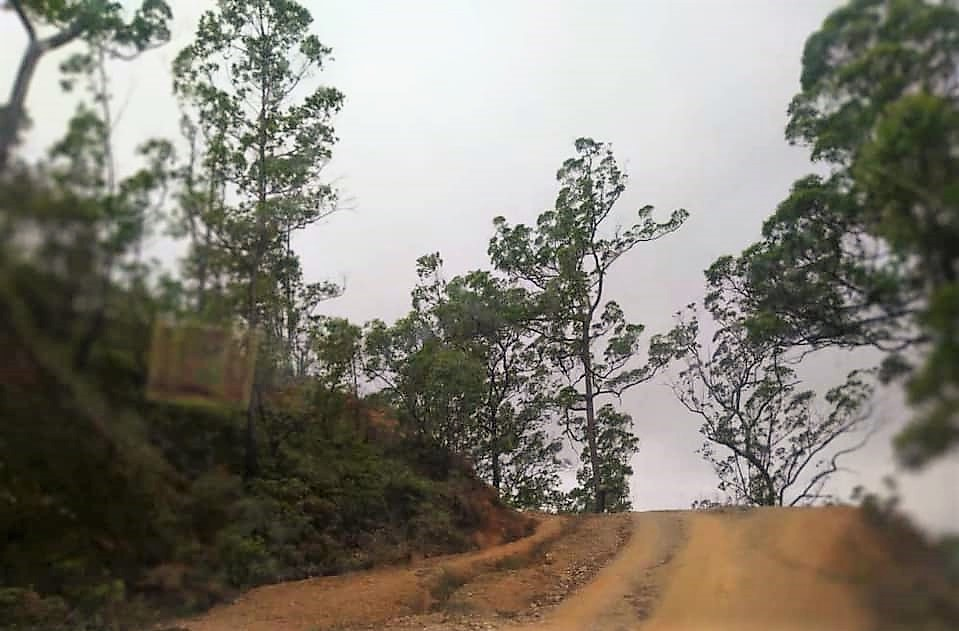
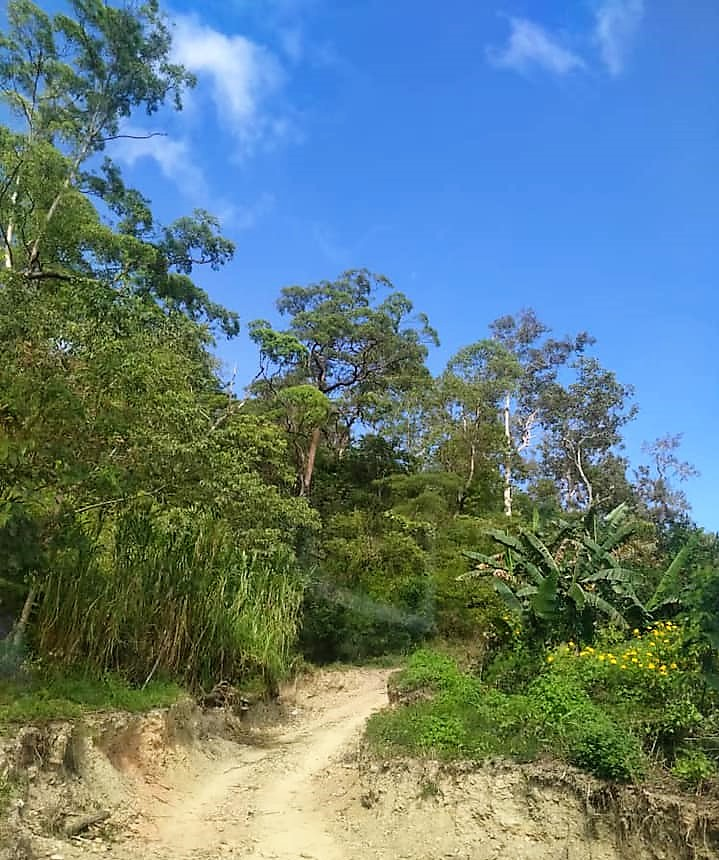

## Politik
Bei den Kommunalwahlen in Osttimor 2009 wurde Abilio do Rego zum Chefe de Aldeia gewählt. Die nächsten Wahlen fanden 2016 und 2023 statt.